# Nóra Medvegy
Dans le nom hongrois Medvegy Nóra, le nom de famille précède le prénom, mais cet article utilise l’ordre habituel en français Nóra Medvegy, où le prénom précède le nom.
Pour les articles homonymes, voir Nóra.
Nóra Medvegy est une joueuse d'échecs hongroise née le 29 mars 1977 à Tatabánya. Elle a les titres de grand maître international féminin (depuis 2002) et de maître international (mixte) depuis 2005.

## Biographie et carrière
Nóra Medvegy fut médaille de bronze au championnat d'Europe des moins de 18 ans en 1995 et sixième du championne du monde junior la même année (1995).  Elle remporta le championnat de Hongrie féminin à deux reprises : en 1995 et 1999. En 2003, elle fut classée première joueuse parmi les participants au premier festival d'échecs de Gibraltar.

## Compétitions par équipe
Nóra Medvegy a représenté la Hongrie lors de deux olympiades : en 1996 (au troisième échiquier) et en 1998 (à l'échiquier de réserve).
Elle a participé au championnat d'Europe par équipes en 2005 (au troisième échiquier).